# Looking for a Man in Finance
Looking for a Man in Finance (auch bekannt als: Man in Finance (G6 Trust Fund)) ist ein satirisches Lied von Girl on Couch und Billen Ted aus dem Jahr 2024.

## Hintergrund
Megan Boni, die damals in einer Vertriebsrolle arbeitete, schrieb das Lied, als sie über Single-Frauen nachdachte, die sich über ihren Beziehungsstatus beschwerten, aber unrealistische Erwartungen an Männer hatten. Sie zählt sich selbst zu dieser Kategorie. Sie sagt, es sei „zu 100 Prozent eine Parodie“.
Boni postete einen Ausschnitt ursprünglich am 30. April 2024 mit der Textüberlagerung „Habe ich gerade das Lied des Sommers geschrieben?“ Das Video war 19 Sekunden lang und die Texte wurden in einem flotten Tempo vorgetragen. Sie sagt, es habe nur wenige Minuten gedauert, das Lied zu machen.
Drei Wochen nach dem Teilen ihres Videos auf TikTok wurde es mehr als 26 Millionen Mal angesehen. Das Lied führte zu zahlreichen Remixen. Boni bat ihr Publikum und DJs tatsächlich darum, es mit der Bildunterschrift „Kann jemand daraus ein echtes Lied machen, bitte nur zum Spaß“ zu remixen. Nachdem ihr Lied viral gegangen war, kündigte sie ihren Job, unterschrieb einen Plattenvertrag mit Capitol/Polydor/Virgin Germany und begann, sich auf ihre Musikkarriere zu fokussieren.
Am 17. Mai 2024 veröffentlichten Boni und das Songwriting-Duo Billen Ted die Single Man in Finance (G6 Trust Fund) als digitale Einzeltrack-Single zum Download und Streaming.

## Inhalt
Der Text handelt davon, einen großen, wohlhabenden Mann zu suchen, der im Finanzsektor arbeitet und mit dem man eine Beziehung führen möchte. Das Lied beginnt mit Boni, die sagt: „Ich suche einen Mann in der Finanzwelt, mit einem Trust Fund, 1,95 m, blaue Augen.“ Es wiederholt weiterhin die Texte. Sie trägt die Texte auf rhythmische Weise vor und verwendet dabei Vocal Fry.
Für eine Version des Liedes, die für Loud Luxury gemacht wurde, wurden Texte hinzugefügt: „Jungs, ich suche immer noch verdammt nochmal nach meinem Mann. Helft ihr mir, meinen Mann zu finden?“ Zudem erschienen Remixe u. a. von David Guetta und Alesso.

## Chartplatzierungen
| ChartsChartplatzierungen     | Höchstplatzierung | Wochen |
| ---------------------------- | ----------------- | ------ |
| Deutschland (GfK)            | 83 (2 Wo.)        | 2      |
| Schweiz (IFPI)               | 64 (1 Wo.)        | 1      |
| Vereinigtes Königreich (OCC) | 89 (2 Wo.)        | 2      |